# Portage Lakes Hockey Club

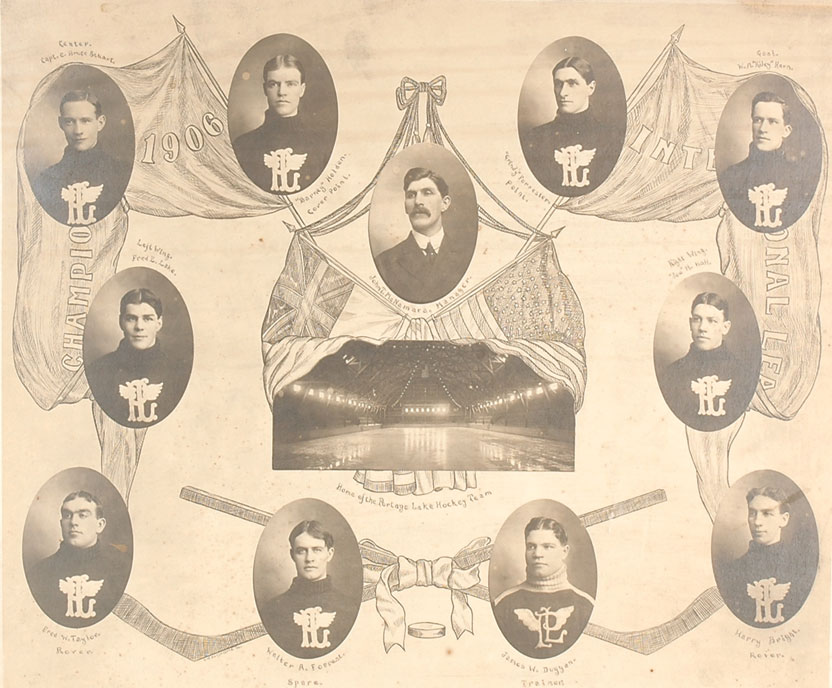
Photographie de l'équipe en 1905-06.

Le Portage Lakes Hockey Club est un club de hockey sur glace. Il s'agit d'un des premiers clubs de hockey professionnel et est basé à Houghton Count dans le Michigan aux États-Unis. Le club évolue trois saisons, entre 1904 et 1906 dans la Ligue internationale de hockey.

## Historique

### Histoire de l'équipe
L'équipe termine la première saison de la LIH à la deuxième place du classement derrière les Calumet-Larium Miners.
En 1905, le propriétaire de l'équipe, le shérif propose à la vedette de l'Ontario, Frederick Taylor un contrat de 400 dollars plus les frais de déplacement pour rejoindre son équipe. Taylor, qui sera connu par la suite sous le surnom de Cyclone, rejoint le club pour les six dernières rencontres du calendrier et ne déçoit pas McNaughton en  inscrivant un total de onze buts. Menée par Joe Hall, l'équipe termine à la première place du championnat et Taylor est nommé dans l'équipe d'étoiles de la ligue. Il joue une deuxième saison dans la ligue et remporte une nouvelle fois le titre de meilleure équipe. À titre personnel, Taylor inscrit quatorze buts en vingt-trois matchs. La LIH met fin à ses activités à la fin de cette saison, plusieurs équipes ne voulant plus continuer l'aventure, dont celle de Houghton Count.

### Saisons après saisons
| Année | Saison    | PJ | V  | D | N | BP  | BC  | Pts | Classement           |
| ----- | --------- | -- | -- | - | - | --- | --- | --- | -------------------- |
| 1re   | 1904-1905 | 24 | 15 | 7 | 2 | 98  | 81  | 32  | Deuxièmes sur quatre |
| 2e    | 1905-1906 | 24 | 19 | 5 | 0 | 105 | 70  | 38  | Premiers sur quatre  |
| 3e    | 1906-1907 | 24 | 16 | 8 | 0 | 102 | 102 | 32  | Premiers sur quatre  |

## Joueurs
- George Cochrane
- Joe Hall
- Riley Hern
- Barney Holden
- Fred Lake
- Bruce Stuart
- Cyclone Taylor